# حسینیه حاجی غلام حسین
حسینیه حاجی غلام حسین مربوط به دوره قاجار است و در بیرجند، خیابان منتظری ۱۵، پلاک ۱۵ واقع شده و این اثر در تاریخ ۱۱ مرداد ۱۳۸۴ با شمارهٔ ثبت ۱۲۵۷۶ به‌عنوان یکی از آثار ملی ایران به ثبت رسیده است.